# Canthigaster flavoreticulata
Canthigaster flavoreticulata е вид лъчеперка от семейство Tetraodontidae.

## Разпространение и местообитание
Този вид е разпространен в Тонга.
Обитава морета и рифове. Среща се на дълбочина от 98 до 111 m.